# Халл, Бретт
Бретт Э́ндрю Халл (англ. Brett Andrew Hull; род. 9 августа 1964, Белвилл, Онтарио) — американский хоккеист канадского происхождения, сын хоккеиста Бобби Халла, правый крайний нападающий. В Национальной хоккейной лиге играл с 1986 года. Бретт Халл забил 741 гол в регулярных чемпионатах НХЛ, по этому показателю он занимает пятое место в истории лиги.
Выступал за сборную США, тогда как его отец играл за Канаду.

## Биография
Бретт Халл выбрал хоккейную карьеру по примеру своего отца, Бобби Халла. Бретт Халл был задрафтован «Калгари Флеймз» в 1982 году, дебютировал в сезоне 1986/87, однако первый серьёзный сезон провёл лишь в 1987/88. Халл забил тогда 26 голов, но в «Калгари» у него не сложились отношения с тренером. Перед дедлайном он был обменян в «Сент-Луис», где его дела пошли значительно лучше.
Наивысшие снайперские достижения Халла приходятся на период 1989—1992, когда он играл в связке с Адамом Оутсом, одним из лучших ассистентов в истории НХЛ (7-е место). В сезоне 1989/90 Халл забил 72 гола и стал лучшим снайпером чемпионата, на 10 голов опередив Стива Айзермана. Следующий сезон стал для Халла рекордным, он забил 86 шайб (третий результат в истории лиги, больше забивал только Гретцки) и набрал 131 очко. Тогда же Халл смог стать пятым игроком в истории, сумевшим повторить достижение Мориса Ришара, то есть забросить 50 шайб за 50 игр. В сезоне 1991/92 он забил 70 голов, причём опять забросил 50 шайб за 50 матчей. Результативными были и последующие два сезона (54+47, 57+40).
Летом 1995 года Сент-Луис находился под руководством знаменитого канадского тренера Майка Кинэна, известного своим строгим характером. Это не удивительно, что отношения между тренером и хоккеистами в течение сезона были напряжёнными. Кинэн, кроме роли главного тренера, также исполнял обязанности генерального менеджера. Жёсткий Майк провёл множество обменов, обновив состав на половину. Он готов был обменять и Халла, но, опасаясь вызвать недовольство преданных фанатов, передумал. Весной в команду присоединился Уэйн Гретцки, который откровенно скучал в Лос-Анджелесе. Сент-Луис традиционно пробился в плей-офф, однако вскоре выбыл из борьбы, уступив в напряженной семиматчевой серии Детройту. Халл в рамках сезона набрал 83 очка (43+40) за 70 игр. Летом Гретцки покинул клуб, подписав контракт с Рейнджерс.
В декабре 1996-го Халл забил свой 500-й гол в чемпионатах, однако результативность его постепенно снижалась.
В 1998 он перешёл в «Даллас», где в первом же сезоне завоевал свой первый Кубок Стэнли, забив спорную, но победную шайбу в третьем овертайме решающего матча финала («гол-фантом» в ворота Доминика Гашека). В 2000-м году, после второго сезона в составе «Далласа», Халл довёл свой снайперский счёт до 610 голов (ровно столько же забил в НХЛ его отец). В 2001, после окончания трёхлетнего контракта с «Далласом», Халл заключил контракт с «Детройтом». Снова, как и после перехода в «Даллас», первый же сезон в новом клубе стал победным — в 2002 Халл вместе с «Детройтом» завоевал Кубок Стэнли.
В начале 2003 года Халл забил свой 700-й гол, став шестым игроком в истории, покорившим эту высоту (ранее этого добились Горди Хоу, Фил Эспозито, Марсель Дионн, Майк Гартнер и Уэйн Гретцки). В конце того же года забросил 732-ю шайбу в НХЛ, выйдя на третье место в списке снайперов за всю историю Лиги.
Сыграв в послелокаутном сезоне 2005/06 пять игр за «Финикс Койотис», 41-летний Халл объявил о завершении карьеры.
В 2007 году Халл вернулся в «Даллас», став советником Генерального менеджера по хоккейным операциям.
В 2019 году был включён в Зал хоккейной славы.

## Награды и достижения
- Победитель Кубка мира 1996;
- серебряный призёр Олимпийских игр 2002;
- 2-кратный обладатель Кубка Стэнли (1999, 2002);
- лучший снайпер НХЛ сезонов 1989/90 (72 гола), 1990/91 (86) и 1991/92 (70);
- 8-кратный участник матча «Всех звёзд» (1989, 1990, 1992 — лучший игрок, 1993, 1994, 1996, 1997, 2001);
- обладатель призов НХЛ «Харт Трофи» (1991) — лучшему игроку лиги;
- «Лестер Пирсон Эворд» (1991) — лучшему игроку, по мнению хоккеистов;
- «Леди Бинг Трофи» (1990) — джентльмену лиги.

## Статистика
| Легенда | Легенда                    | Легенда | Легенда                   | Легенда | Легенда    |
| ------- | -------------------------- | ------- | ------------------------- | ------- | ---------- |
| И       | Количество проведённых игр | Штр     | Штрафное время            | +/−     | Плюс-минус |
| Г       | Голы                       | П       | Голевые передачи          | О       | Очки       |
| -       | Статистика неизвестна      | —       | Статистика не учитывалась |         |            |